# Hare (tribu)
Los kawchodinne' (llamados hare por los blancos) es una tribu perteneciente al grupo de lenguas na-dené cuyo nombre significaba ‘gente de las grandes liebres’, razón por la cual los británicos los llamaron hare (‘liebre’, en inglés). Se subdividían en cinco tribus: 
- nigottine
- katagottine
- katchogottine
- satchotugottine
- nellagottine
- kfwetragottine.

## Localización
Vivían en las orillas de los ríos Mackenzie, Anderson, McFarlane y el lago Gran Lago del Oso (Territorios del Noroeste, en Canadá).

## Demografía
En 1858 se contabilizaron 457 individuos. En 1950 sumaban 1600 con las tribus dogrib. Hacia 1970 se calculaban en 700 individuos, pero en 1990 eran unos 1400 indios.
Según el censo canadiense de 2000, había 2326 en los Territorios del Noroeste, repartidos en las reservas de Fort Good Hope (801 hab.), Behdzi Ahda (127 hab.), Fort Franklin (550 hab.) y Deline (885 hab.).

## Costumbres
Recibieron su nombre porque la liebre ártica eran su principal fuente de alimentación, suplementada con una dieta de pescado. Actualmente trabajan como tramperos, comerciantes y curtidores para la Compañía de la Bahía de Hudson, la cual dominaba económicamente su territorio.
De las liebres también usaban sus pieles para vestir, aunque preferían las pieles de caribú. Se distinguían por cierta timidez y aislamiento, y por temer a los inuit y otras tribus na-dené.
Se dividían en numerosas bandas independientes. Su organización social era muy  sencilla, y su cultura muy similar a la de los etchaottine o slaves.

## Historia
Su historia es similar a la de las otras tribus de los Territorios del Noroeste. En 1826 los comerciantes de la Compañía de la Bahía de Hudson fundaron Fort Good Hope en su territorio. Desde 1850 vendieron armas a los inuvialuit, inuits vecinos. En 1866, sin embargo, el comercio decayó al tomar los blancos rutas alternativas para Fort Anderson. Muchos de ellos se mezclaron con los kutchin.
Louis Ayah (m. 1940) fue un curandero y profeta kawchodinne, y advirtió a menudo de la contaminación de las aguas del Gran Lago del Oso. Al ver a lo largo de su vida cómo los blancos mejoraban sus armas, en 1880 Ayah pronosticó que los blancos seguirían desarrollando armas cada vez más terribles (lo que se podría tomar como una profecía de la bomba atómica de 1945).
- Datos: Q1092352